# Qian yan wan yu
Qian yan wan yu é um filme de drama hong-konguês de 1999 dirigido e escrito por Ann Hui. Foi selecionado como representante de Hong Kong à edição do Oscar 2000, organizada pela Academia de Artes e Ciências Cinematográficas.

## Elenco
- Loletta Lee - Sow Fung-tai
  - Lee Kim-yu - Sow Fung-tai (jovem)
- Lee Kang-sheng - Lee Siu-tung
  - Cheung Nga-kwan - Lee Siu-tung (jovem)